# Горнодобывающая промышленность Армении
Горнодобывающая промышленность Армении — отрасль промышленности Армении по разработке рудных месторождений и добыче полезных ископаемых.
Доля горнопромышленной промышленности в валовой продукции Армении — приблизительно 5 % (1990-е). В 2002 году из 20 рудных месторождений с утверждёнными запасами разрабатывается шесть: медно-молибденовые Каджаранское и Агаракское, медное Капанское, полиметалично-золотоносное Шаумянское, а также золотосодержащие Сотское и Меградзорское. Армения производит рафинированную медь, первичный алюминий (на привезённом глинозёме), прокаты и фольгу алюминия, молибден, цинк, свинец, барит в концентратах, золото, серебро, теллур, селен, рений (в шламах и концентратах), медный купорос, серную кислоту и др.  Ведётся огранка алмазов. 
В начале XXI века правительство Армении ввело в действие новый закон о разведке и разработке месторождений полезных ископаемых.  Он разработан с участием специалистов Европейского союза и базируется на «западной» модели подобных актов. В нём излагаются процедуры приобретения лицензий, права и обязанности их владельцев, которые способствуют вовлечению иностранных капиталовложений. Кроме того, тогда были разработаны и используются два больших проекта — «Ремет» и «Молибден», которые предусматривают создание научно-промышленной базы для металлургийной переработки медных, молибденовых, золотосодержащих, полиметаллических концентратов с получением металлов высокой чистоты.
В 2018 г. общий объем вскрышных пород составил 12 512,7 тыс. куб. м, а отходов обогащения – 16 033,2 тыс. куб. м.

## Отдельные отрасли

### Молибден и медь
В СССР до 25 % производства молибденового концентрата приходилось на долю Армении. В 2018 году объем добычи составил 24,4 млн. тонн. В 2018г. при технологической (металлургической) переработке полезных ископаемых получено 2 772.0 т ферромолибдена и 405.0 кг перрената амония.  
По данным на 2018 год медно-молибденовые руды разрабатываются в областях Сюник и Лори. 
Крупнейшим производителем меди и молибдена в стране является Зангезурский медно-молибденовый комбинат, который работает на сырье Каджаранского и других месторождений. Месторождения разрабатывают открытым способом. Руды содержат 0,055 % молибдену и 0,3 % меди и обогащаются флотацией на собственной фабрике. В 2000 году добыча и переработка руды комбинатом составило 7,1 млн т., в 2001 году — 7,6 млн т. Эксплуатационные работы в карьере ведутся уступами высотой 15 м. Бурение скважин — станками шарошечного бурения, высадка многорядная. Конечными продуктами комбината являются 15%-й медный и 50%-й молибденовый концентраты.
В тридцати километрах южнее Зангезурского комбината расположен Агаракский медно-молибденовый комбинат, который эксплуатирует одноимённое штокверковое месторождение, которое по запасам и качеством руд значительно уступает Каджаранскому: остаток утверждённых балансовых (экономических) запасов составляет немного больше 40 млн т (2000 г.) при среднем содержании молибдена приблизительно 0,02 % и меди 0,43 %. Разработка — карьером с небольшими (приблизительно 1 м3/т) коэффициентом раскрытия, флотационное обогащение руд с производством медного и молибденового концентратов. 
В 1-8 км севернее Агаракского комбината расположено Личкское медное месторождение — резервная минерально-сирьевая база комбината. Оно представлено штокверком, утверждены балансовые запасы сульфидных руд 26 млн т, среднее содержание меди 0,6 %. Привлекательные горно-геологические условия позволяют совершить открытую разработку месторождения со средним коэффициентом раскрытия — 0,4-0,5 м3/т. Согласно «Модели оценки экологических рисков» ЭкоЛур, опасность месторождения представляет наивысшую 3-ю степень, то есть создает  катастрофическую ситуацию для здоровья людей и окружающей среды за счет меди, молибдена и серы.
Личкважское и Тертерасарское полиметаллические месторождения являются также резервно-розведанными и расположены в 4 км один от одного и в 20-24 км от Агаракского медно-молибденового комбината.
Капанское медное месторождение имеет продолжительную историю разработки. Рудные тела представлены разными морфологическими типами — штокверками и крутообрывными жилами мощностью от тонких (0,6-0,8 м) до мощных (4-5 м). Остаток балансовых запасов руд — 5-6 млн т (2000) со средним содержанием меди 2,6 %. Месторождение в основном разрабатывается подземным способом (только один из штокверков был разработан открытым способом) раскрытия штольнями. Руды и содержательные породы характеризируются высокой твёрдостью и большой стойкостью, горные разработки проводятся без крепления. Добыча руды в штокверках производится за поверхностно-камерной системой разработки, а жилы отрабатываются в основном по системам с магазинованием руды и реже за подповерхностными штреками (при мощности рудного тела 4-5 м). Годовая продуктивность Капанского горно-обогатительного комбината по руды составила 1,0 млн т при разработке месторождения комбинированным открыто-подземным способом, а посля погашения запасов в конечных контурах карьера не превышала 500—600 тыс. т. 
В 2001 году эксплуатировались и готовились к эксплуатации 12 месторождений цветных и благородных металлов. В том числе, работы по добыче ведутся на Каджаранском и Агаракском медно-молибденовых месторождениях. Подземным способом разрабатывают Капанское, Шамлугское и Алавердское медные месторождения.
В 2001 (2000) гг. Армения произвела 16 800 т (14 000 т) медного концентрата. Производство медного концентрата в 2001 (2000) гг. составило 7500 т (6900 т). Сбыт концентратов принёс до 8,5 млн долл. Почти весь объём концентратов экспортируется. Все рудники увеличили производство.

#### Медеплавильный комбинат в Алаверди
На базе разработки меднорудных месторождений в Капане, Каджаране, Агараце и Ахтале восстановлена работа медоплавильного комбината в Алаверди, который был ликвидирован в конце 80-х годов. 
В октябре 2018 года Алавердский медеплавильный комбинат снова остановил работу. Государственная природоохранная инспекция при Минэкологии выступает против возобновления производства. Выбросы на заводе требовали сократить на 90%, что при нынешней технологии невозможно. У завода требуют уплатить штраф за прежние излишние выбросы, в 380 миллионов драмов (около 780 тысяч долларов). Но на заводе заявляют, что сразу изъять такую сумму из своего оборота не могут. На заводе и без того истратили около 500 тысяч долларов на выплату зарплат сотрудникам. Хотя завод и стоит, их не увольняют и около полугода держат в простое. По-прежнему обсуждается возможность создания современного медеплавильного завода. Выпускать он будет уже не черновую, а чистую медь, готовую для использования. А выбросы сернистых газов сократятся до минимума (сера тоже будет использоваться в производстве, предположительно - гипса). 

### Золото
Полиметаллические руды разрабатываются в областях Гегаркуник, Сюник и Котайк. В 2018 году объем добычи полиметаллических руд составил 1,5 млн. тонн.
Готово к эксплуатации Мгартское золоторудное месторождение, разрабатывается Соткское золоторудное месторождение.  Подземным способом разрабатывают Тертетасарское золото-полиметаллическое и Ахтальское полиметаллическое месторождения.
Вопрос добычи золота в стране контролирует СП «Араратская золотоизвлекательная компания».